# Everyone Loves You... Once You Leave Them
Everyone Loves You... Once You Leave Them es el séptimo álbum de estudio de la banda australiana de metalcore The Amity Affliction. Fue lanzado el 21 de febrero de 2020 a través de Pure Noise Records y fue producido por Matt Squire. Es el primer lanzamiento del álbum de la banda con el sello. También es el primer álbum que presenta al nuevo baterista Joe Longobardi como miembro oficial de la banda, quien reemplazó a Ryan Burt debido a razones de salud mental el 5 de febrero de 2018. Además, Longobardi también actuó como baterista de sesión en el sexto álbum de estudio de la banda, Misery (2018).

## Lista de canciones
| N.º | Título                    | Duración |  |
| 1.  | «Coffin»                  | 1:55     |  |
| 2.  | «All My Friends Are Dead» | 3:47     |  |
| 3.  | «Soak Me in Bleach»       | 3:45     |  |
| 4.  | «All I Do Is Sink»        | 3:34     |  |
| 5.  | «Baltimore Rain»          | 3:27     |  |
| 6.  | «Aloneliness»             | 2:44     |  |
| 7.  | «Forever»                 | 3:10     |  |
| 8.  | «Just Like Me»            | 3:37     |  |
| 9.  | «Born to Lose»            | 3:25     |  |
| 10. | «Fever Dream»             | 3:21     |  |
| 11. | «Catatonia»               | 3:36     |  |

| Lados-B |                           |          |  |
| N.º     | Título                    | Duración |  |
| 1.      | «Midnight Train»          | 3:16     |  |
| 2.      | «Don't Wade in the Water» | 3:17     |  |

## Posicionamiento en lista
| Lista (2020)                        | Posición |
| ----------------------------------- | -------- |
| Alemania (Offizielle Top 100)       | 47       |
| Australian Albums (ARIA)            | 2        |
| Escocia (Scottish Albums Chart)     | 53       |
| UK Album Sales (OCC)                | 52       |
| UK Digital Albums (OCC)             | 26       |
| UK Physical Albums (OCC)            | 79       |
| UK Rock & Metal Albums (OCC)        | 6        |
| UK Independent Albums (OCC)         | 17       |
| Estados Unidos (Billboard 200)      | 60       |
| Estados Unidos (Independent Albums) | 7        |
| Estados Unidos (Top Rock Albums)    | 5        |

## Personal
The Amity Affliction
- Joel Birch – Screaming
- Ahren Stringer – voz, bajo
- Dan Brown - guitarra líder
- Joe Longobardi – batería, percusión

Personal adicional
- Matt Squire – Productor